# Pierarou
Pierarou (biał. Перароў; ros. Переров, Pierierow) – wieś na Białorusi, w obwodzie homelskim, w rejonie żytkowickim, siedziba administracyjna sielsowietu. W 2009 roku liczyła 321 mieszkańców.